# Marco Streller
Marco Streller (* 18. června 1981, Basilej) je bývalý švýcarský fotbalový útočník a reprezentant. V letech 2017–2019 byl sportovním ředitelem FC Basilej. Je TV expert v Teleclub.

## Sportovní kariéra
Hrál za FC Basilej (2000–2004 a 2007–2015), se kterou vyhrál 8× ligu a 3× pohár. Hrál také v Concordia Basilej, FC Thun, Stuttgart (1× Německá fotbalová Bundesliga) a Kolín.
Za reprezentaci nastupoval v kategoriích U20 a U21, v letech 2003–2011 odehrál 37 zápasů za seniorský tým, vstřelil 12 gólů. V roce 2011 z reprezentace odstoupil s Alexanderem Freiem kvůli kritice po remíze 0:0 s Bulharskem v kvalifikaci na Mistrovství Evropy ve fotbale 2012.